# 冬青叶鼠刺
冬青叶鼠刺（学名：Itea ilicifolia）为虎耳草科鼠刺属下的一个种，屬常綠灌木。

## 扩展阅读
- 維基物種上的相關：冬青叶鼠刺